# Gabriel Fuentes
Gabriel Rafael Fuentes Gómez (ur. 9 lutego 1997 w Santa Marta) – kolumbijski piłkarz grający na pozycji lewego obrońcy. W sezonie 2022/2023 występuje w klubie Real Saragossa.

## Kariera seniorska

### Barranquilla FC
Fuentes zadebiutował dla Barranquilli FC 17 sierpnia 2014 roku w meczu z Cúcuta Deportivo (0:0). Pierwszą bramkę zawodnik ten zdobył 18 października 2017 roku w wygranym 2:0 spotkaniu przeciwko Orsomarso SC Łącznie dla Barranquilli FC Kolumbijczyk rozegrał 79 meczów, strzelając dwa gole.

### Atlético Junior
Fuentes przeszedł do Atlético Junior 24 kwietnia 2018 roku. Debiut dla tego klubu zaliczył on dwa dni później w zremisowanym 1:1 spotkaniu przeciwko Atlético Nacional. Premierowego gola piłkarz ten strzelił 13 sierpnia 2018 roku w meczu z Atlético Huila (wyg. 3:0). Do 16 czerwca 2021 roku w barwach Atlético Junior Kolumbijczyk wystąpił w 118 spotkaniach, zdobywając 3 bramki.

## Kariera reprezentacyjna

### Kolumbia U-20
Fuentes zadebiutował dla reprezentacji Kolumbii U-20 8 lutego 2017 roku w meczu z Ekwadorem (przeg. 3:0). Łącznie piłkarz ten rozegrał dla tej reprezentacji 2 spotkania, nie zdobywając żadnej bramki.

### Kolumbia U-23
Fuentes zadebiutował dla reprezentacji Kolumbii U-23 8 września 2019 roku w przegranym 3:1 spotkaniu przeciwko Argentynie. Łącznie zawodnik ten wystąpił w barwach tej reprezentacji w 8 meczach, nie strzelając żadnego gola.
| Mecze i gole w reprezentacji | Mecze i gole w reprezentacji | Mecze i gole w reprezentacji | Mecze i gole w reprezentacji | Mecze i gole w reprezentacji | Mecze i gole w reprezentacji | Mecze i gole w reprezentacji | Mecze i gole w reprezentacji                                 |
| Kolumbia U-20                | Kolumbia U-20                | Kolumbia U-20                | Kolumbia U-20                | Kolumbia U-20                | Kolumbia U-20                | Kolumbia U-20                | Kolumbia U-20                                                |
| Lp.                          | Data                         | Miejsce                      | Gospodarz                    | Gość                         | Wynik                        | Gol                          | Rozgrywki                                                    |
| ---------------------------- | ---------------------------- | ---------------------------- | ---------------------------- | ---------------------------- | ---------------------------- | ---------------------------- | ------------------------------------------------------------ |
| 1.                           | 08.02.2017                   | Quito                        | Ekwador U-20                 | Kolumbia U-20                | 3:0                          |                              | Mistrzostwa Ameryki Południowej U-20 2017                    |
| 2.                           | 11.02.2017                   | Quito                        | Kolumbia U-20                | Brazylia U-20                | 0:0                          |                              | Mistrzostwa Ameryki Południowej U-20 2017                    |
| Kolumbia U-23                |                              |                              |                              |                              |                              |                              |                                                              |
| Lp.                          | Data                         | Miejsce                      | Gospodarz                    | Gość                         | Wynik                        | Gol                          | Rozgrywki                                                    |
| 1.                           | 08.09.2019                   | Buenos Aires                 | Argentyna U-23               | Kolumbia U-23                | 3:1                          |                              | Mecz towarzyski                                              |
| 2.                           | 19.01.2020                   | Pereira                      | Kolumbia U-23                | Argentyna U-23               | 1:2                          |                              | Kwalifikacje do Letnich Igrzysk Olimpijskich 2020 (CONMEBOL) |
| 3.                           | 22.01.2020                   | Armenia                      | Kolumbia U-23                | Ekwador U-23                 | 4:0                          |                              | Kwalifikacje do Letnich Igrzysk Olimpijskich 2020 (CONMEBOL) |
| 4.                           | 28.01.2020                   | Pereira                      | Kolumbia U-23                | Wenezuela U-23               | 2:1                          |                              | Kwalifikacje do Letnich Igrzysk Olimpijskich 2020 (CONMEBOL) |
| 5.                           | 31.01.2020                   | Pereira                      | Kolumbia U-23                | Chile U-23                   | 0:0                          |                              | Kwalifikacje do Letnich Igrzysk Olimpijskich 2020 (CONMEBOL) |
| 6.                           | 04.02.2020                   | Bucaramanga                  | Kolumbia U-23                | Brazylia U-23                | 1:1                          |                              | Kwalifikacje do Letnich Igrzysk Olimpijskich 2020 (CONMEBOL) |
| 7.                           | 07.02.2020                   | Bucaramanga                  | Kolumbia U-23                | Argentyna U-23               | 1:2                          |                              | Kwalifikacje do Letnich Igrzysk Olimpijskich 2020 (CONMEBOL) |
| 8.                           | 10.02.2020                   | Bucaramanga                  | Kolumbia U-23                | Urugwaj U-23                 | 1:3                          |                              | Kwalifikacje do Letnich Igrzysk Olimpijskich 2020 (CONMEBOL) |

## Sukcesy
Sukcesy w karierze klubowej:
- Categoría Primera A – 2x, z Atlético Junior, sezony 2018 i 2019 (Apertura)
- Superliga Colombiana – 2x, z Atlético Junior, sezony 2019 i 2020
- Puchar Nissan Sudamerica – 1x, z Atlético Junior, sezon 2018
- Categoría Primera A – 1x, z Atlético Junior, sezon 2019 (Clausura)